# Indice de Chalais-Meudon
L'indice de Chalais-Meudon, ou indice de dureté Monnin, permet de mesurer le niveau de dureté d'un bois. Il s'échelonne de 1 à 10. Il est décrit dans la norme française NF B51-013,. Le test associé est attribué à Marcel Monnin, conservateur des eaux et forêts, qui l'a élaboré vers 1915 à Chalais-Meudon, dans le département des Hauts-de-Seine en région Île-de-France,. Ce test consiste à exercer des compressions sur la matière du bois à l'aide d'un cylindre d'acier et à mesurer leurs empreintes,.
L'indice de Chalais-Meudon donne également un ordre d'idée sur la densité du bois : en général plus un bois est dense, plus il est dur.

## Utilisation

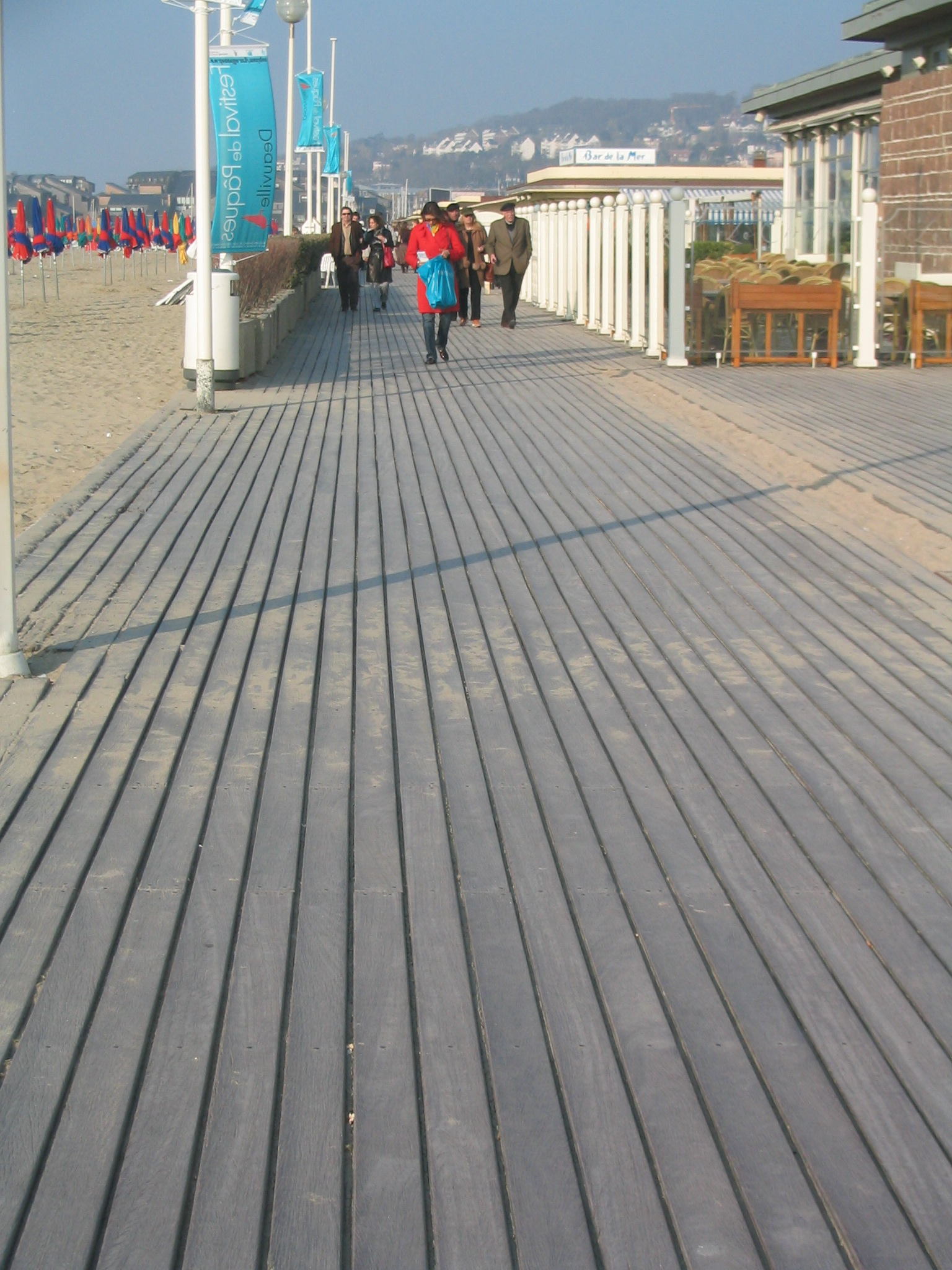
Les planches qui longent la plage de Deauville sont en bois d'azobé.

L'indice de Chalais-Meudon peut être utile pour déterminer dans quel contexte utiliser quel bois.
Par exemple, un parquet devant être à la fois résistant aux rayures et peu glissant, la dureté est un critère important dans le choix de son bois,.

## Dureté de quelques essences
La dureté du balsa est très faible avec une dureté Monnin de 0,2.
Celle de l'azobé est en revanche très élevée avec une dureté Monnin de 10.
Entre les deux, on peut trouver le peuplier (1,2), l'épicéa (1,4), le sapin (1,5), l'aulne (1,7), l'acajou d'Afrique (1,9), le pin maritime (2,3), le mélèze (2,7), le châtaignier (2,9), le pin sylvestre (3), le noyer (3,2), le chêne (3,5), le hêtre (2,9), le merisier (4,3), l'érable sycomore (4,7), l'orme (4,9), le frêne (5,3) ou encore l'amarante (9).